# 联合国安全理事会成员国列表
联合国安全理事会成员包括五个常任理事国和十个非常任理事国。安全理事会的常任理事国名額为五个，自1945年联合国成立以来一直未变；其中，中國的代表权在1971年通过联合国大会决议由中華民國转至中华人民共和国行使；原苏联的代表權於1991年由俄羅斯聯邦繼承。

## 目前的成员国
常任理事国：
| 国家           | 所属区域集团       | 行使代表权年份              |
| -------------- | ------------------ | --------------------------- |
| 中华人民共和国 | 亚洲-太平洋集团    | 1971年（继承 中華民國席位） |
| 法國           | 西欧和其他国家集团 | 1945年                      |
| 俄羅斯         | 东欧集团           | 1991年（继承 苏联席位）     |
| 英国           | 西欧和其他国家集团 | 1945年                      |
| 美国           | 西欧和其他国家集团 | 1945年                      |

非常任理事国：
| 國家       | 所屬區域集團             | 任期開始 | 任期結束 |
| ---------- | ------------------------ | -------- | -------- |
| 斯洛維尼亞 | 東歐集團                 | 2024     | 2025     |
|            | 拉丁美洲和加勒比国家集团 | 2024     | 2025     |
|            | 非洲集團                 | 2024     | 2025     |
| 阿尔及利亚 | 非洲集團                 | 2024     | 2025     |
|            | 亞洲-太平洋集團          | 2024     | 2025     |
| 丹麦       | 西欧和其他国家集团       | 2025     | 2026     |
| 希腊       | 西欧和其他国家集团       | 2025     | 2026     |
| 巴基斯坦   | 亞洲-太平洋集團          | 2025     | 2026     |
| 巴拿马     | 拉丁美洲和加勒比国家集团 | 2025     | 2026     |
|            | 非洲集團                 | 2025     | 2026     |

## 区域集团
- 非洲集团：3个安理会席位名额。
- 亚洲-太平洋集团：2个安理会席位名额。

非洲集团
亚洲-太平洋集团
东欧集团
拉丁美洲和加勒比国家集团
西欧和其他国家集团
不属于任何国家集团的联合国成员
非联合国成员国或地区

- 拉丁美洲和加勒比国家集团：2个安理会席位名额。
- 西欧和其他国家集团：2个安理会席位名额，其中至少有一个必须出自西欧国家。
- 东欧集团（经济转型国家）：1个安理会席位名额[1]。

此外，至少有一个联合国安理会非常任理事国来自阿拉伯地區，这一名额从非洲集团和亚洲-太平洋集团中交替产生。这一原则在1967年时得到确认，自1968年开始施行，所以1967年没有阿拉伯国家按照这一原则当选非常任理事国。应该强调的是，非常任理事国的名额分配方法并非是正式的，而是非官方性质的，因此是可以变更的。
每年的联合国大会都会选举产生五个新的安理会非常任理事国，每个非常任理事国的任期为两年。这一选举被安排在每年的10月16日开始的联合国大会期间。每个集团产生的新任非常任理事国，在得到该集团三分之二多数成员国同意的条件下方可当选。一个国家是可以多次擔任非常任理事国的，但是其两个任期必须是不连续的，即不得連任必须至少相隔一年。
选举时间表
| 选举年份                 | 奇数年   | 偶数年   |
| ------------------------ | -------- | -------- |
| 非洲集团*                | 一个名额 | 两个名额 |
| 亚洲-太平洋集团*         | 一个名额 | 一个名额 |
| 拉丁美洲和加勒比国家集团 | 一个名额 | 一个名额 |
| 西欧和其他国家集团       | 两个名额 | 没有名额 |
| 东欧集团                 | 没有名额 | 一个名额 |

*备注：阿拉伯国家名额从这两个集团中交替产生。

## 以前和未来的安理会组成
从1946年至1965年期间，联合国安理会一直延续设置6个非常任理事国的名额。当时，联合国还没有如今使用的区域集团的设置及名额分配原则，因此这6个名额在当时的分配情况是：
- 拉丁美洲：2个名额
- 英联邦国家：1个名额
- 东欧地区：1个名额
- 中东地区：1个名额
- 西欧地区：1个名额

当然，也有一些特殊情况出现，例如1961年西欧地区选举产生的非常任理事国是非洲国家利比里亚；在1964年至1965年期间科特迪瓦代替了英联邦国家成员的名额；自1956年开始东欧地区的名额被亚洲国家所取代。
另外，日本、德国、印度及巴西组成“四国联盟”，借由安理会改革的机会积极争取成为常任理事国。还有意大利、韩国、墨西哥，阿根廷、巴基斯坦等国组成的“咖啡俱乐部”，反对“四国联盟”成为常任理事国。

## 历年产生的非常任理事国

### 1946至1965年期间
| 年份   | 拉丁美洲席位 | 拉丁美洲席位 | 英联邦席位       | 东欧和 亚洲席位 | 中东席位 | 西欧席位     |
| 1946年 | 巴西         | 墨西哥       |                  | 波兰            | 埃及     | 荷蘭         |
| 1947年 | 巴西         | 哥伦比亚     | 叙利亚           | 波兰            | 比利时   |              |
| 1948年 | 阿根廷       | 哥伦比亚     | 叙利亚           | 加拿大          | 比利时   | 乌克兰       |
| 1949年 | 阿根廷       | 古巴         | 埃及             | 加拿大          | 挪威     | 乌克兰       |
| 1950年 |              | 古巴         | 埃及             | 印度            | 挪威     | 南斯拉夫     |
| 1951年 | 巴西         | 土耳其       | 荷蘭             | 印度            |          | 南斯拉夫     |
| 1952年 | 巴西         | 土耳其       | 荷蘭             | 智利            | 巴基斯坦 | 希腊         |
| 1953年 | 哥伦比亚     | 黎巴嫩       | 丹麦             | 智利            | 巴基斯坦 | 希腊         |
| 1954年 | 哥伦比亚     | 黎巴嫩       | 丹麦             | 巴西            | 新西兰   | 土耳其       |
| 1955年 | 秘魯         | 伊朗         | 比利时           | 巴西            | 新西兰   | 土耳其       |
| 1956年 | 秘魯         | 伊朗         | 比利时           | 古巴            |          | 南斯拉夫     |
| 1957年 | 哥伦比亚     | 菲律賓       | 伊拉克           | 古巴            | 瑞典     |              |
| 1958年 | 哥伦比亚     | 巴拿马       | 伊拉克           | 加拿大          | 瑞典     | 日本         |
| 1959年 | 阿根廷       | 巴拿马       | 突尼西亞         | 加拿大          | 義大利   | 日本         |
| 1960年 | 阿根廷       |              | 突尼西亞         | 錫蘭            | 義大利   | 波兰         |
| 1961年 | 智利         | 土耳其       | 阿拉伯聯合共和國 | 錫蘭            | 利比里亚 |              |
| 1962年 | 智利         | 委內瑞拉     | 阿拉伯聯合共和國 |                 | 罗马尼亚 | 愛爾蘭       |
| 1963年 | 巴西         | 委內瑞拉     | 菲律賓           | 摩洛哥          | 挪威     |              |
| 1964年 | 巴西         | 玻利维亚     | 象牙海岸         | 摩洛哥          | 挪威     | 捷克斯洛伐克 |
| 1965年 | 乌拉圭       | 玻利维亚     | 象牙海岸         | 马来西亚        | 约旦     | 荷蘭         |

### 1966年至今
| 年份   | 非洲集团 *包括阿拉伯国家代表席位 | 非洲集团 *包括阿拉伯国家代表席位 | 非洲集团 *包括阿拉伯国家代表席位 | 亚洲-太平洋集团 *包括阿拉伯国家代表席位 | 亚洲-太平洋集团 *包括阿拉伯国家代表席位 | 拉丁美洲和加勒比国家集团 | 拉丁美洲和加勒比国家集团 | 西欧和其他国家集团 | 西欧和其他国家集团 | 东欧集团             |
| 1966年 |                                  | 奈及利亞                         | 乌干达                           | 日本                                    | 约旦 *                                  | 阿根廷                   | 乌拉圭                   | 荷蘭               | 新西兰             | 保加利亚             |
| 1967年 | 埃塞俄比亚                       | 奈及利亞                         | 印度                             | 日本                                    | 巴西                                    | 阿根廷                   | 加拿大                   | 丹麦               |                    | 保加利亚             |
| 1968年 | 埃塞俄比亚                       | 阿尔及利亚 *                     | 印度                             | 塞内加尔                                | 巴西                                    | 巴基斯坦                 | 加拿大                   | 丹麦               | 巴拉圭             | 匈牙利               |
| 1969年 | 尚比亞                           | 阿尔及利亚 *                     | 尼泊尔                           | 塞内加尔                                | 哥伦比亚                                | 巴基斯坦                 | 芬兰                     | 西班牙             | 巴拉圭             | 匈牙利               |
| 1970年 | 尚比亞                           |                                  | 尼泊尔                           |                                         | 哥伦比亚                                | 叙利亚 *                 | 芬兰                     | 西班牙             | 尼加拉瓜           | 波兰                 |
| 1971年 |                                  | 日本                             | 阿根廷                           | 比利时                                  | 義大利                                  | 叙利亚 *                 |                          |                    | 尼加拉瓜           | 波兰                 |
| 1972年 | 几内亚                           | 日本                             | 阿根廷                           | 比利时                                  | 義大利                                  | 苏丹 *                   | 印度                     | 巴拿马             | 南斯拉夫           |                      |
| 1973年 | 几内亚                           |                                  | 印度尼西亚                       | 秘魯                                    |                                         | 苏丹 *                   | 印度                     | 巴拿马             | 南斯拉夫           | 奥地利               |
| 1974年 | 喀麦隆                           | 毛里塔尼亚                       | 印度尼西亚                       | 秘魯                                    | 伊拉克 *                                |                          | 白俄罗斯                 |                    |                    | 奥地利               |
| 1975年 | 喀麦隆                           | 毛里塔尼亚                       | 坦桑尼亚                         | 日本                                    | 伊拉克 *                                |                          | 白俄罗斯                 | 義大利             | 瑞典               |                      |
| 1976年 | 贝宁                             | 利比亞 *                         | 坦桑尼亚                         | 日本                                    | 巴基斯坦                                | 巴拿马                   | 罗马尼亚                 | 義大利             | 瑞典               |                      |
| 1977年 | 贝宁                             | 利比亞 *                         | 毛里塔尼亚                       | 印度                                    | 巴基斯坦                                | 巴拿马                   | 罗马尼亚                 | 委內瑞拉           | 加拿大             | 德意志联邦共和国     |
| 1978年 | 加彭                             | 奈及利亞                         | 毛里塔尼亚                       | 印度                                    | 科威特 *                                | 玻利维亚                 | 捷克斯洛伐克             | 委內瑞拉           | 加拿大             | 德意志联邦共和国     |
| 1979年 | 加彭                             | 奈及利亞                         | 尚比亞                           |                                         | 科威特 *                                | 玻利维亚                 | 捷克斯洛伐克             | 牙买加             | 挪威               | 葡萄牙               |
| 1980年 | 尼日尔                           | 突尼西亞 *                       | 尚比亞                           | 菲律賓                                  | 墨西哥                                  | 德意志民主共和国         |                          | 牙买加             | 挪威               | 葡萄牙               |
| 1981年 | 尼日尔                           | 突尼西亞 *                       | 乌干达                           | 菲律賓                                  | 墨西哥                                  | 德意志民主共和国         | 日本                     | 巴拿马             | 愛爾蘭             | 西班牙               |
| 1982年 | 多哥                             |                                  | 乌干达                           | 约旦 *                                  |                                         | 波兰                     | 日本                     | 巴拿马             | 愛爾蘭             | 西班牙               |
| 1983年 | 多哥                             | 辛巴威                           | 巴基斯坦                         | 约旦 *                                  | 尼加拉瓜                                | 波兰                     | 馬爾他                   | 荷蘭               |                    |                      |
| 1984年 | 布吉納法索                       | 辛巴威                           | 巴基斯坦                         | 埃及 *                                  | 尼加拉瓜                                | 印度                     | 馬爾他                   | 荷蘭               | 秘魯               | 乌克兰               |
| 1985年 | 布吉納法索                       | 马达加斯加                       | 泰國                             | 埃及 *                                  | 千里達及托巴哥                          | 印度                     |                          | 丹麦               | 秘魯               | 乌克兰               |
| 1986年 | 刚果                             | 马达加斯加                       | 泰國                             |                                         | 千里達及托巴哥                          | 阿联酋 *                 | 委內瑞拉                 | 丹麦               | 保加利亚           |                      |
| 1987年 | 刚果                             | 尚比亞                           | 日本                             | 阿根廷                                  | 德意志联邦共和国                        | 阿联酋 *                 | 委內瑞拉                 | 義大利             | 保加利亚           |                      |
| 1988年 | 阿尔及利亚 *                     | 尚比亞                           | 日本                             | 阿根廷                                  | 德意志联邦共和国                        | 塞内加尔                 | 尼泊尔                   | 義大利             | 巴西               | 南斯拉夫             |
| 1989年 | 阿尔及利亚 *                     | 衣索比亞                         | 马来西亚                         | 哥伦比亚                                | 加拿大                                  | 塞内加尔                 | 尼泊尔                   | 芬兰               | 巴西               | 南斯拉夫             |
| 1990年 |                                  | 衣索比亞                         | 马来西亚                         | 哥伦比亚                                | 加拿大                                  |                          | 葉門 *                   | 芬兰               | 古巴               | 羅馬尼亞             |
| 1991年 | 辛巴威                           | 印度                             |                                  | 奥地利                                  | 比利时                                  |                          | 葉門 *                   |                    | 古巴               | 羅馬尼亞             |
| 1992年 | 辛巴威                           | 印度                             |                                  | 奥地利                                  | 比利时                                  | 摩洛哥 *                 | 日本                     | 委內瑞拉           | 匈牙利             |                      |
| 1993年 |                                  | 巴基斯坦                         | 巴西                             | 新西兰                                  | 西班牙                                  | 摩洛哥 *                 | 日本                     | 委內瑞拉           | 匈牙利             |                      |
| 1994年 | 奈及利亞                         | 巴基斯坦                         | 巴西                             | 新西兰                                  | 西班牙                                  | 卢旺达                   | 阿曼 *                   | 阿根廷             | 捷克               |                      |
| 1995年 | 奈及利亞                         |                                  | 印度尼西亚                       |                                         | 德国                                    | 卢旺达                   | 阿曼 *                   | 阿根廷             | 捷克               | 義大利               |
| 1996年 | 埃及 *                           |                                  | 印度尼西亚                       |                                         | 德国                                    | 智利                     | 波蘭                     |                    |                    | 義大利               |
| 1997年 | 埃及 *                           |                                  | 日本                             |                                         | 葡萄牙                                  | 智利                     | 波蘭                     | 瑞典               |                    |                      |
| 1998年 | 加彭                             |                                  | 日本                             | 巴林 *                                  | 葡萄牙                                  | 巴西                     | 斯洛維尼亞               | 瑞典               |                    |                      |
| 1999年 | 加彭                             | 纳米比亚                         | 马来西亚                         | 巴林 *                                  | 阿根廷                                  | 巴西                     | 斯洛維尼亞               | 加拿大             | 荷蘭               |                      |
| 2000年 |                                  | 纳米比亚                         | 马来西亚                         | 突尼西亞 *                              | 阿根廷                                  |                          | 牙买加                   | 加拿大             | 荷蘭               | 乌克兰               |
| 2001年 | 模里西斯                         | 新加坡                           | 哥伦比亚                         | 突尼西亞 *                              | 愛爾蘭                                  | 挪威                     | 牙买加                   |                    |                    | 乌克兰               |
| 2002年 | 模里西斯                         | 新加坡                           | 哥伦比亚                         | 喀麦隆                                  | 愛爾蘭                                  | 挪威                     | 几内亚                   | 叙利亚 *           | 墨西哥             | 保加利亚             |
| 2003年 | 安哥拉                           | 巴基斯坦                         | 智利                             | 喀麦隆                                  | 德国                                    | 西班牙                   | 几内亚                   | 叙利亚 *           | 墨西哥             | 保加利亚             |
| 2004年 | 安哥拉                           | 巴基斯坦                         | 智利                             | 阿尔及利亚 *                            | 德国                                    | 西班牙                   |                          | 菲律賓             | 巴西               | 羅馬尼亞             |
| 2005年 | 坦桑尼亚                         | 日本                             | 阿根廷                           | 阿尔及利亚 *                            | 丹麦                                    | 希腊                     |                          | 菲律賓             | 巴西               | 羅馬尼亞             |
| 2006年 | 坦桑尼亚                         | 日本                             | 阿根廷                           |                                         | 丹麦                                    | 希腊                     | 刚果共和国               | *                  | 秘魯               | 斯洛伐克             |
| 2007年 | 南非                             | 印度尼西亚                       | 巴拿马                           | 比利时                                  | 義大利                                  |                          | 刚果共和国               | *                  | 秘魯               | 斯洛伐克             |
| 2008年 | 南非                             | 印度尼西亚                       | 巴拿马                           | 比利时                                  | 義大利                                  | 布吉納法索               | 利比亚 *                 | 越南               |                    |                      |
| 2009年 | 乌干达                           | 日本                             | 墨西哥                           | 土耳其                                  | 奥地利                                  | 布吉納法索               | 利比亚 *                 | 越南               |                    |                      |
| 2010年 | 乌干达                           | 日本                             | 墨西哥                           | 土耳其                                  | 奥地利                                  | 加彭                     | 奈及利亞                 | 黎巴嫩 *           | 巴西               | 波斯尼亚和黑塞哥维那 |
| 2011年 | 南非                             | 印度                             | 哥伦比亚                         | 德国                                    | 葡萄牙                                  | 加彭                     | 奈及利亞                 | 黎巴嫩 *           | 巴西               | 波斯尼亚和黑塞哥维那 |
| 2012年 | 南非                             | 印度                             | 哥伦比亚                         | 德国                                    | 葡萄牙                                  | 摩洛哥 *                 | 多哥                     | 巴基斯坦           |                    |                      |
| 2013年 | 卢旺达                           |                                  | 阿根廷                           |                                         | 盧森堡                                  | 摩洛哥 *                 | 多哥                     | 巴基斯坦           |                    |                      |
| 2014年 | 卢旺达                           |                                  | 阿根廷                           | 奈及利亞                                | 盧森堡                                  | 约旦 *                   | 智利                     | 立陶宛             |                    |                      |
| 2015年 | 安哥拉                           | 马来西亚                         | 委內瑞拉                         | 奈及利亞                                | 新西兰                                  | 约旦 *                   | 智利                     | 立陶宛             | 西班牙             |                      |
| 2016年 | 安哥拉                           | 马来西亚                         | 委內瑞拉                         | 埃及 *                                  | 新西兰                                  | 塞内加尔                 | 日本                     | 乌拉圭             | 西班牙             | 乌克兰               |
| 2017年 | 衣索比亞                         |                                  | 多民族玻利维亚国                 | 埃及 *                                  | 瑞典                                    | 塞内加尔                 | 日本                     | 乌拉圭             | 義大利             | 乌克兰               |
| 2018年 | 衣索比亞                         |                                  | 多民族玻利维亚国                 | 赤道几内亚                              | 瑞典                                    | 科威特 *                 | 秘魯                     | 荷蘭               | 波蘭               |                      |
| 2019年 | 南非                             | 印度尼西亚                       |                                  | 赤道几内亚                              | 德国                                    | 科威特 *                 | 秘魯                     | 比利时             | 波蘭               |                      |
| 2020年 | 南非                             | 印度尼西亚                       | 尼日尔                           | 突尼西亞 *                              | 德国                                    | 越南                     |                          | 比利时             | 爱沙尼亚           |                      |
| 2021年 |                                  | 印度                             | 尼日尔                           | 突尼西亞 *                              | 墨西哥                                  | 越南                     | 愛爾蘭                   | 挪威               | 爱沙尼亚           |                      |
| 2022年 | 加彭                             | 印度                             |                                  | 阿联酋 *                                | 墨西哥                                  | 巴西                     | 愛爾蘭                   | 挪威               | 阿尔巴尼亚         |                      |
| 2023年 | 加彭                             | 莫桑比克                         | 日本                             | 阿联酋 *                                |                                         | 巴西                     | 馬爾他                   | 瑞士               | 阿尔巴尼亚         |                      |
| 2024年 | 阿尔及利亚 *                     | 莫桑比克                         | 日本                             |                                         |                                         |                          | 馬爾他                   | 瑞士               | 斯洛維尼亞         |                      |
| 2025年 | 阿尔及利亚 *                     |                                  | 巴基斯坦                         | 巴拿马                                  | 希腊                                    | 丹麦                     |                          |                    | 斯洛維尼亞         |                      |
| 2026年 |                                  |                                  | 巴基斯坦                         | 巴拿马                                  | 希腊                                    | 丹麦                     |                          |                    |                    |                      |

## 各国的安理会成员国任期
迄今为止，共有132个联合国会员国出任过联合国安全理事会成员国职位，其中包括联合国安理会的五个常任理事国。截至2018年，各国出任安理会会员国的次数不尽相同，而且在132个曾经出任过安理会会员国的国家中，已经有6个国家不是聯合國的會員國或是不复存在了。现存的联合国会员国中，有127个国家当选过安理会成员国，另外还有66个国家从未当选过联合国安理会成员国。
截至2024年初，各国担任联合国安理会会员国的次数及基本情况如下：
      联合国安理会常任理事国
      目前（2023年）在任的安理会非常任理事国
      現今已不是聯合國的會員國
| 年数 | 国家                             | 第一次出任年份 | 最末次出任年份 | 所属区域集团                  | 备注 |
| ---- | -------------------------------- | -------------- | -------------- | ----------------------------- | --- |
| 76   | 法國                             | 1945年         | 常任           | 西欧和其他国家集团            | 安理会常任理事国 |
| 76   | 联合王国                         | 1945年         | 常任           | 西欧和其他国家集团            | 安理会常任理事国 |
| 76   | 美国                             | 1945年         | 常任           | 西欧和其他国家集团            | 安理会常任理事国 |
| 50   | 中华人民共和国                   | 1971年         | 常任           | 亚洲-太平洋集团               | 安理会常任理事国 |
| 46   | 蘇維埃社會主義共和國聯盟         | 1945年         | 1991年         | 东欧集团                      | 前安理会常任理事国，其席位由 俄羅斯继承                                                                                       |
| 30   | 俄罗斯联邦                       | 1991年         | 常任           | 东欧集团                      | 安理会常任理事国 |
| 26   | 中華民國                         | 1945年         | 1971年         | 亞洲-太平洋集團               | 前安理会常任理事国，其席位被 中华人民共和国取代                                                                               |
| 24   | 日本                             | 1958年         | 2024年         | 亚洲-太平洋集团               | |
| 22   | 巴西                             | 1946年         | 2023年         | 拉丁美洲和加勒比国家集团      | |
| 18   | 阿根廷                           | 1948年         | 2014年         | 拉丁美洲和加勒比国家集团      | |
| 16   | 印度                             | 1950年         | 2022年         | 亚洲-太平洋集团               | |
| 14   | 哥伦比亚                         | 1947年         | 2012年         | 拉丁美洲和加勒比国家集团      | |
| 14   | 巴基斯坦                         | 1952年         | 2013年         | 亚洲-太平洋集团               | |
| 13   | 義大利                           | 1959年         | 2017年         | 西欧和其他国家集团            | |
| 12   | 加拿大                           | 1948年         | 2000年         | 西欧和其他国家集团            | |
| 10   |                                  | 1946年         | 2014年         | 西欧和其他国家集团            | |
| 10   | 比利时                           | 1947年         | 2020年         | 西欧和其他国家集团            | |
| 10   | 智利                             | 1952年         | 2015年         | 拉丁美洲和加勒比国家集团      | |
| 10   | 德国                             | 1977年         | 2020年         | 西欧和其他国家集团            | 这其中包括在两德统一之前在被外国驻军占领下称为 德意志联邦共和国期间的4次任期。                                                |
| 10   | 挪威                             | 1949年         | 2022年         | 西欧和其他国家集团            | |
| 10   | 波蘭                             | 1946年         | 2019年         | 东欧集团                      | |
| 10   | 荷蘭                             | 1946年         | 2018年         | 西欧和其他国家集团            | |
| 10   | 奈及利亞                         | 1966年         | 2015年         | 非洲集团                      | |
| 10   | 巴拿马                           | 1958年         | 2008年         | 拉丁美洲和加勒比国家集团      | |
| 10   | 秘魯                             | 1955年         | 2019年         | 拉丁美洲和加勒比国家集团      | |
| 10   | 西班牙                           | 1969年         | 2016年         | 西欧和其他国家集团            | |
| 10   | 委內瑞拉                         | 1962年         | 2016年         | 拉丁美洲和加勒比国家集团      | |
| 9    | 埃及                             | 1946年         | 2017年         | 非洲集团（阿拉伯名额）        | 这其中包括两年曾以 阿拉伯聯合共和國的国名当选，并在超过15个月的时间内以 阿拉伯聯合共和國的名称出任安理会非常任理事国。        |
| 9    | 墨西哥                           | 1946年         | 2022年         | 拉丁美洲和加勒比国家集团      | |
| 8    | 丹麦                             | 1953年         | 2006年         | 西欧和其他国家集团            | |
| 8    |                                  | 1950年         | 2024年         | 拉丁美洲和加勒比国家集团      | |
| 8    | 加彭                             | 1978年         | 2023年         | 非洲集团                      | |
| 8    |                                  | 1962年         | 2023年         | 非洲集团                      | |
| 8    | 印度尼西亚                       | 1973年         | 2020年         | 亚洲-太平洋集团               | |
| 8    | 突尼西亞                         | 1959年         | 2021年         | 非洲集团（阿拉伯名额）        | |
| 8    | 乌克兰                           | 1948年         | 2017年         | 东欧集团                      | 这其中包括四年曾以 苏联的加盟共和国 乌克兰苏维埃社会主义共和国的国名当选。此外，有45年时间作为 苏联的成员国参与联合国安理会。 |
| 7    | 愛爾蘭                           | 1962年         | 2022年         | 西欧和其他国家集团            | |
| 7    | 马来西亚                         | 1965年         | 2016年         | 亚洲-太平洋集团               | |
| 7    | 新西兰                           | 1954年         | 2016年         | 西欧和其他国家集团            | |
| 7    | 羅馬尼亞                         | 1962年         | 2005年         | 东欧集团                      | |
| 7    | 叙利亚                           | 1947年         | 2003年         | 亚洲-太平洋集团（阿拉伯名额） | 这其中包括一年（1961年）曾以 阿拉伯聯合共和國的国名当选， 叙利亚是 阿拉伯聯合共和國的主要组成部分。                           |
| 7    | 土耳其                           | 1951年         | 2010年         | 西欧和其他国家集团            | |
| 7    | 南斯拉夫                         | 1950年         | 1989年         | 东欧集团                      | 波斯尼亞與黑塞哥維那、 蒙特內哥羅、 北馬其頓、 塞爾維亞和 斯洛維尼亞的前身。                                                  |
| 7    | 阿尔及利亚                       | 1968年         | 2024年         | 非洲集团（阿拉伯名额）        | |
| 6    | 奥地利                           | 1973年         | 2010年         | 西欧和其他国家集团            | |
| 6    | 多民族玻利维亚国                 | 1964年         | 2018年         | 拉丁美洲和加勒比国家集团      | |
| 6    | 保加利亚                         | 1966年         | 2003年         | 东欧集团                      | |
| 6    |                                  | 1974年         | 2009年         | 拉丁美洲和加勒比国家集团      | |
| 6    |                                  | 1964年         | 2019年         | 非洲集团                      | |
| 6    | 古巴                             | 1949年         | 1991年         | 拉丁美洲和加勒比国家集团      | |
| 6    | 衣索比亞                         | 1967年         | 2018年         | 非洲集团                      | |
| 6    | 约旦                             | 1965年         | 2015年         | 亚洲-太平洋集团（阿拉伯名额） | |
| 6    |                                  | 1973年         | 2022年         | 非洲集团                      | |
| 6    | 摩洛哥                           | 1963年         | 2013年         | 非洲集团（阿拉伯名额）        | |
| 6    | 菲律賓                           | 1957年         | 2004年         | 亚洲-太平洋集团               | |
| 6    | 葡萄牙                           | 1979年         | 2012年         | 西欧和其他国家集团            | |
| 6    | 塞内加尔                         | 1968年         | 2017年         | 非洲集团                      | |
| 6    | 南非                             | 2007年         | 2020年         | 非洲集团                      | |
| 6    | 瑞典                             | 1957年         | 2018年         | 西欧和其他国家集团            | |
| 6    | 尚比亞                           | 1969年         | 1988年         | 非洲集团                      | |
| 5    | 乌干达                           | 1966年         | 2010年         | 非洲集团                      | |
| 4    | 安哥拉                           | 2003年         | 2016年         | 非洲集团                      | |
| 4    |                                  | 1979年         | 2001年         | 亚洲-太平洋集团               | |
| 4    |                                  | 1976年         | 2005年         | 非洲集团                      | |
| 4    | 布吉納法索                       | 1984年         | 2009年         | 非洲集团                      | 这其中包括在1984年首次任期的前七个月中，曾以 的国名参与联合国安理会的相关工作。                                               |
| 4    | 喀麦隆                           | 1974年         | 2003年         | 非洲集团                      | |
| 4    | 芬兰                             | 1969年         | 1990年         | 西欧和其他国家集团            | |
| 4    | 希腊                             | 1952年         | 2006年         | 西欧和其他国家集团            | |
| 4    | 几内亚                           | 1972年         | 2003年         | 非洲集团                      | |
| 4    |                                  | 1975年         | 1983年         | 拉丁美洲和加勒比国家集团      | |
| 4    | 匈牙利                           | 1968年         | 1993年         | 东欧集团                      | |
| 4    | 伊拉克                           | 1957年         | 1975年         | 亚洲-太平洋集团（阿拉伯名额） | |
| 4    | 牙买加                           | 1979年         | 2001年         | 拉丁美洲和加勒比国家集团      | |
| 4    | 科威特                           | 1978年         | 2019年         | 亚洲-太平洋集团（阿拉伯名额） | |
| 4    | 黎巴嫩                           | 1953年         | 2011年         | 亚洲-太平洋集团（阿拉伯名额） | |
| 4    | 大阿拉伯利比亚人民社会主义民众国 | 1976年         | 2009年         | 非洲集团（阿拉伯名额）        | 即现在的 利比亞。 |
| 4    |                                  | 1966年         | 2001年         | 非洲集团                      | |
| 4    | 馬爾他                           | 1983年         | 2024年         | 西欧和其他国家集团            | |
| 4    | 模里西斯                         | 1977年         | 2002年         | 非洲集团                      | |
| 4    | 尼泊尔                           | 1969年         | 1989年         | 亚洲-太平洋集团               | |
| 4    | 尼加拉瓜                         | 1970年         | 1984年         | 拉丁美洲和加勒比国家集团      | |
| 4    | 尼日尔                           | 1980年         | 2021年         | 非洲集团                      | |
| 4    | 刚果共和国                       | 1986年         | 2007年         | 非洲集团                      | |
| 4    |                                  | 1996年         | 2024年         | 亚洲-太平洋集团               | |
| 4    | 卢旺达                           | 1994年         | 2014年         | 非洲集团                      | |
| 4    | 坦桑尼亚                         | 1975年         | 2006年         | 非洲集团                      | |
| 4    | 多哥                             | 1982年         | 2013年         | 非洲集团                      | |
| 4    | 阿联酋                           | 1986年         | 2023年         | 亚洲-太平洋集团（阿拉伯名额） | |
| 4    | 乌拉圭                           | 1965年         | 2017年         | 拉丁美洲和加勒比国家集团      | |
| 4    | 越南                             | 2008年         | 2021年         | 亚洲-太平洋集团               | |
| 4    |                                  | 1982年         | 1991年         | 非洲集团                      | 即现在的 刚果民主共和国 |
| 4    | 辛巴威                           | 1983年         | 1992年         | 非洲集团                      | |
| 3    | 捷克斯洛伐克                     | 1964年         | 1979年         | 东欧集团                      | 捷克和 斯洛伐克的前身。 |
| 2    | 阿尔巴尼亚                       | 2022年         | 2023年         | 东欧集团                      | |
| 2    |                                  | 2012年         | 2013年         | 东欧集团                      | 此外，有45年时间作为 苏联的成员国参与联合国安理会。                                                                           |
| 2    | 巴林                             | 1998年         | 1999年         | 亚洲-太平洋集团（阿拉伯名额） | |
| 2    | 波斯尼亚和黑塞哥维那             | 2010年         | 2011年         | 东欧集团                      | 曾以 南斯拉夫的加盟共和国前后参与过7年的联合国安理会工作。                                                                    |
| 2    |                                  | 1995年         | 1996年         | 非洲集团                      | |
| 2    |                                  | 1970年         | 1971年         | 非洲集团                      | |
| 2    | 白俄罗斯苏维埃社会主义共和国     | 1974年         | 1975年         | 东欧集团                      | 即现在的 白俄羅斯。 |
| 2    |                                  | 1992年         | 1993年         | 非洲集团                      | |
| 2    | 錫蘭                             | 1960年         | 1961年         | 亚洲-太平洋集团               | 即现在的 斯里蘭卡。 |
| 2    |                                  | 2014年         | 2015年         | 非洲集团（阿拉伯名额）        | |
| 2    |                                  | 2008年         | 2009年         | 东欧集团                      | 曾以 南斯拉夫的加盟共和国前后参与过7年的联合国安理会工作。                                                                    |
| 2    | 捷克                             | 1994年         | 1995年         | 东欧集团                      | 曾以 捷克斯洛伐克的组成部分前后参与过3年的联合国安理会工作。                                                                  |
| 2    |                                  | 1993年         | 1994年         | 非洲集团                      | |
| 2    |                                  | 2019年         | 2020年         | 拉丁美洲和加勒比國家集團      | |
| 2    |                                  | 1998年         | 1999年         | 非洲集团                      | |
| 2    | 德意志民主共和国                 | 1980年         | 1981年         | 东欧集团                      | 在两德统一之后并入 德国，现今的德国包括了前东德领土。                                                                         |
| 2    | 赤道几内亚                       | 2018年         | 2019年         | 非洲集团                      | 在1968年以前，赤道几内亚曾是 西班牙的殖民地，而 西班牙第一次成为安理会会员国是在1969年。                                      |
| 2    | 爱沙尼亚                         | 2020年         | 2021年         | 东欧集团                      | 此外，有45年时间作为 苏联的成员国参与联合国安理会。                                                                           |
| 2    |                                  | 2012年         | 2013年         | 拉丁美洲和加勒比国家集团      | |
| 2    |                                  | 1996年         | 1997年         | 非洲集团                      | |
| 2    |                                  | 1995年         | 1996年         | 拉丁美洲和加勒比国家集团      | |
| 2    | 伊朗                             | 1955年         | 1956年         | 亚洲-太平洋集团               | |
| 2    |                                  | 2017年         | 2018年         | 亚洲-太平洋集团               | 此外，有45年时间作为 苏联的成员国参与联合国安理会。                                                                           |
| 2    | 立陶宛                           | 2014年         | 2015年         | 东欧集团                      | |
| 2    | 盧森堡                           | 2013年         | 2014年         | 西欧和其他国家集团            | |
| 2    | 马达加斯加                       | 1985年         | 1986年         | 非洲集团                      | |
| 2    | 毛里塔尼亚                       | 1974年         | 1975年         | 非洲集团                      | |
| 2    | 莫桑比克                         | 2023年         | 2024年         | 非洲集团                      | 在1498年至1975年6月25日期间曾是 葡萄牙的殖民地，但是 葡萄牙首次成为安理会成员国是在1979年。                                   |
| 2    | 纳米比亚                         | 1999年         | 2000年         | 非洲集团                      | |
| 2    | 阿曼                             | 1994年         | 1995年         | 亚洲-太平洋集团（阿拉伯名额） | |
| 2    | 巴拉圭                           | 1968年         | 1969年         | 拉丁美洲和加勒比国家集团      | |
| 2    |                                  | 2020年         | 2021年         | 拉丁美洲和加勒比国家集团      | 在1783年至1979年10月27日期間曾是 联合王国的殖民地。史上最小的非常任理事國。                                                   |
| 3    |                                  | 1970年         | 2024年         | 非洲集团                      | |
| 2    | 新加坡                           | 2001年         | 2002年         | 亚洲-太平洋集团               | 在1965年的其中几个月当中，曾以 马来西亚的一部分参与联合国安理会的相关工作。                                                   |
| 2    | 斯洛伐克                         | 2006年         | 2007年         | 东欧集团                      | 曾以 捷克斯洛伐克的组成部分前后参与过3年的联合国安理会工作。                                                                  |
| 3    | 斯洛維尼亞                       | 1998年         | 2024年         | 东欧集团                      | 曾以 南斯拉夫的组成部分前后参与过7年的联合国安理会工作。                                                                      |
| 2    |                                  | 1971年         | 1972年         | 非洲集团                      | |
| 2    | 苏丹                             | 1972年         | 1973年         | 非洲集团（阿拉伯名额）        | |
| 2    | 瑞士                             | 2023年         | 2024年         | 西欧和其他国家集团            | |
| 2    | 泰國                             | 1985年         | 1986年         | 亚洲-太平洋集团               | |
| 2    | 千里達及托巴哥                   | 1985年         | 1986年         | 拉丁美洲和加勒比国家集团      | |
| 2    |                                  | 2006年         | 2007年         | 亚洲-太平洋集团（阿拉伯名额） | |
| 2    | 阿拉伯聯合共和國                 | 1961年         | 1962年         | 非洲集团（阿拉伯名额）        | 即现在的 阿拉伯聯合共和國 和 叙利亚。                                                                                         |
| 2    | 葉門                             | 1990年         | 1991年         | 亚洲-太平洋集团（阿拉伯名额） | 1990年初选举胜出出任非常任理事国的是 南也門，5个月后的1990年5月南也门与 北也門统一，成为也门共和国。                          |
| 1    | 利比里亚                         | 1961年         | 1961年         | 非洲集团                      | |

## 从未成为安理会成员国的联合国会员国
截至2017年12月，在联合国的193个会员国当中，只有5个是安全理事会的常任理事国，这也就意味着剩余的188个联合国会员国需要分配安理会的另外10个成员国席位。因此，有为数众多的联合国会员国至今未有一次當選安理会的成员国。
从未成为联合国安全理事会成员国的国家共有68个国家，其中包括65个现今存在的国家，还有3个是历史上曾经存在的国家。其中，3个历史上曾经存在却没有成为安理会会员国的国家是 、 和 南斯拉夫联盟共和国。1964年4月26日，《坦噶尼喀与桑给巴尔联合协定》获得通过后，坦噶尼喀和桑给巴尔合并成为一个国家，并成为联合国的会员国，新国家在同年11月1日改名为 坦桑尼亚联合共和国。而 南斯拉夫是联合国的创始会员国。2003年2月4日， 南斯拉夫联盟共和国更名为 塞爾維亞與蒙特內哥羅，由于 蒙特內哥羅在2006年6月3日宣布独立， 塞爾維亞继承了 塞爾維亞與蒙特內哥羅的联合国会员国席位。此后， 蒙特內哥羅在2006年6月28日加入联合国。
从未成为安理会成员国的联合国会员国名单如下：
      现今已不存在的前联合国会员国
| 联合国会员国         | 所属区域集团             | 作为另外一个政治实体组成部分的联合国安理会会员国说明 |
| -------------------- | ------------------------ | --- |
| 阿富汗               | 亚洲-太平洋集团          | |
| 安道尔               | 西欧和其他国家集团       | |
| 安地卡及巴布達       | 拉丁美洲和加勒比国家集团 | 在1632年至1980年11月1日期间曾是 联合王国的殖民地。 |
| 亞美尼亞             | 东欧集团                 | 在1920年11月29日至1991年12月25日期间曾是 苏联的加盟共和国。 |
| 巴哈马               | 拉丁美洲和加勒比国家集团 | 在1717年至1973年7月10日期间曾是 联合王国的殖民地。 |
|                      | 拉丁美洲和加勒比国家集团 | 在1625年至1966年11月30日期间曾是 联合王国的殖民地。 |
|                      | 拉丁美洲和加勒比国家集团 | 在1862年至1981年9月21日期间曾是 联合王国的殖民地。 |
| 不丹                 | 亚洲-太平洋集团          | |
|                      | 亚洲-太平洋集团          | 在1888年至1984年期间曾是 联合王国的保护国，其中在1941年至1945年期间曾经被 日本占领。                                                                                               |
| 柬埔寨               | 亚洲-太平洋集团          | 在1863年至1953年11月9日期间曾是 法國的殖民地。 |
| 中非                 | 非洲集团                 | 在1894年至1960年8月13日期间曾是 法國的殖民地。 |
|                      | 非洲集团                 | 在1841年至1975年7月6日期间曾是 法國的殖民地。 |
| 賽普勒斯             | 亚洲-太平洋集团          | 在1914年11月5日至1960年8月16日期间曾是 联合王国的殖民地。 |
|                      | 亚洲-太平洋集团          | |
| 多米尼克             | 拉丁美洲和加勒比国家集团 | 在1783年至1978年11月3日期间曾是 联合王国的殖民地。 |
| 薩爾瓦多             | 拉丁美洲和加勒比国家集团 | |
|                      | 非洲集团                 | 在1941年至1947年期间曾为 联合王国统治地，后1947年至1952年期间成为联合国托管地，1952年至1993年5月24日期间曾是 埃塞俄比亚的一部分。                                                  |
| 斐济                 | 亚洲-太平洋集团          | 在1874年至1970年10月10日期间曾是 联合王国的殖民地。 |
|                      | 东欧集团                 | 在1921年2月25日至1991年12月25日期间曾是 苏联的加盟共和国。 |
| 格瑞那達             | 拉丁美洲和加勒比国家集团 | 在1763年至1974年2月7日期间曾是 联合王国的殖民地。 |
| 海地                 | 拉丁美洲和加勒比国家集团 | |
| 冰島                 | 西欧和其他国家集团       | |
| 以色列               | 无/西欧和其他国家集团    | 在1920年4月25日至1948年5月14日期间曾是受 联合王国托管的国际联盟托管地。 |
| 基里巴斯             | 亚洲-太平洋集团/无       | 在1892年至1979年7月12日期间曾是 联合王国的殖民地。 |
|                      | 亚洲-太平洋集团          | 在1926年2月1日至1991年12月25日期间曾是 苏联的加盟共和国。 |
| 老挝人民民主共和国   | 亚洲-太平洋集团          | 在1893年至1949年7月19日期间曾是 法國的殖民地。 |
| 拉脫維亞             | 东欧集团                 | 在1940年8月5日至1991年9月6日期间曾是 苏联的加盟共和国。 |
| 賴索托               | 非洲集团                 | 在1884年至1966年10月4日期间曾是 联合王国的殖民地。 |
| 列支敦斯登           | 西欧和其他国家集团       | |
| 马拉维               | 非洲集团                 | 在1891年至1964年7月6日期间曾是 联合王国的殖民地。 |
| 馬爾地夫             | 亚洲-太平洋集团          | 在1887年至1965年7月26日期间曾是 联合王国的殖民地。 |
| 马绍尔群岛           | 亚洲-太平洋集团          | 在1919年6月28日至1947年7月17日期间，曾是国际联盟授权的 日本托管地的一部分，后来在1947年7月17日至1986年11月3日期间，是联合国委任给 美国的托管地，成为太平洋群岛托管地的其中一个区。 |
| 密克羅尼西亞聯邦     | 亚洲-太平洋集团          | 在1919年6月28日至1947年7月17日期间，曾是国际联盟授权的 日本托管地的一部分，后来在1947年7月17日至1986年11月3日期间，是联合国委任给 美国的托管地，成为太平洋群岛托管地的其中一个区。 |
| 摩尔多瓦             | 东欧集团                 | 在1940年6月28日至1991年12月25日期间曾是 苏联的加盟共和国。 |
| 摩納哥               | 西欧和其他国家集团       | |
| 蒙古国               | 亚洲-太平洋集团          | |
| 蒙特內哥羅           | 东欧集团                 | 在1943年11月29日至1992年4月28日期间曾是 南斯拉夫的一部分。 |
| 緬甸                 | 亚洲-太平洋集团          | 在1824年至1948年1月4日期间曾是 联合王国的殖民地。 |
| 瑙鲁                 | 亚洲-太平洋集团          | 在1946年1月1日至1968年1月31日之间曾是由 、 新西兰和 联合王国共同管治国际联盟托管地。                                                                                               |
| 北馬其頓             | 东欧集团                 | 在1943年11月29日至1993年4月3日期间曾是 南斯拉夫的一部分。 |
| 帛琉                 | 亚洲-太平洋集团          | 在1919年6月28日至1947年7月17日期间，曾是国际联盟授权的 日本托管地的一部分，后来在1947年7月17日至1994年10月1日期间，是联合国委任给 美国的托管地，成为太平洋群岛托管地的其中一个区。 |
|                      | 亚洲-太平洋集团          | 在1975年9月16日之前曾是 的殖民地。 |
| 圣基茨和尼维斯       | 拉丁美洲和加勒比国家集团 | 在1713年至1983年9月19日期间曾是 联合王国的殖民地。 |
| 圣卢西亚             | 拉丁美洲和加勒比国家集团 | 在1803年至1979年2月22日期间曾是 联合王国的殖民地。 |
| 萨摩亚               | 亚洲-太平洋集团          | 在1920年12月17日至1947年1月25日期间为 新西兰以国际联盟名义的托管地，在1947年1月25日至1962年1月1日期间为 新西兰以联合国名义的信托统治地。                                           |
| 圣马力诺             | 西欧和其他国家集团       | |
| 聖多美和普林西比     | 非洲集团                 | 在1471年至1975年7月12日期间曾是 葡萄牙的殖民地，但是 葡萄牙首次成为安理会成员国是在1979年。                                                                                        |
| 沙烏地阿拉伯         | 亚洲-太平洋集团          | 曾于2013年被选为安理会非常任理事国，但沙烏地阿拉伯予以拒绝。原因是“安理会未能制裁叙利亚阿萨德政权”，此外沙特也认为“安理会过去几十年对解决巴以问题，推进中东和平未能作出足够贡献”。 |
| 塞爾維亞             | 东欧集团                 | 在1946年1月31日至1992年4月27日期间曾是 南斯拉夫的一部分。 |
| 塞爾維亞與蒙特內哥羅 | 东欧集团                 | 在1943年11月29日至1992年4月27日期间曾是 南斯拉夫的一部分。 |
| 塞舌尔               | 非洲集团                 | 在1801年至1976年6月29日期间曾是 苏联的殖民地。 |
| 所罗门群岛           | 亚洲-太平洋集团          | 在1893年至1978年7月7日期间曾是 联合王国的殖民地。 |
| 南蘇丹               | 非洲集团                 | 在1956年1月1日至2011年7月9日期间曾是 苏丹的一部分。 |
| 苏里南               | 拉丁美洲和加勒比国家集团 | 在1667年至1975年11月25日期间曾是 荷蘭的殖民地。 |
|                      | 非洲集团                 | 在1902年至1968年9月6日期间曾是 联合王国的殖民地。 |
|                      | 亚洲-太平洋集团          | 在1924年10月14日至1991年12月25日期间曾是 苏联的加盟共和国。 |
|                      | 英联邦席位               | 在1922年7月20日至1946年12月11日期间曾为得到国际联盟承认的 联合王国委任统治地，后成为英国托管地直至1962年12月9日，独立后与 联合成为 坦桑尼亚。                                      |
| 东帝汶               | 亚洲-太平洋集团          | 在1975年11月28日之前曾是 葡萄牙殖民地，独立后获得联合国承认，但旋即被 印度尼西亚占领直至1999年。 印度尼西亚曾于1995至1996年期间成为安理会成员国。                                  |
|                      | 亚洲-太平洋集团          | 在1900年5月18日至1970年6月4日期间曾是 联合王国的保护国。 |
|                      | 亚洲-太平洋集团          | 在1925年5月13日至1991年12月8日期间曾是 苏联的加盟共和国。 |
|                      | 亚洲-太平洋集团          | 在1892年至1978年10月1日期间曾是 联合王国的殖民地。 |
|                      | 亚洲-太平洋集团          | 在1925年5月13日至1991年12月25日期间曾是 苏联的加盟共和国。 |
|                      | 亚洲-太平洋集团          | 在1906年至1980年7月30日之间曾由 联合王国和 法國两国共同管治。 |
|                      | 英联邦席位               | 在1896年8月27日至1963年12月10日期间曾是 联合王国的殖民地，后获得独立，直至1964年4月26日与 合并成为 坦桑尼亚 。                                                                     |